# Gustavo Arévalo Vera
Gustavo Arévalo Vera (Ciudad de México, 15 de febrero de 1890 - Tlaxcala, 5 de septiembre de 1963) fue un militar mexicano que participó en la Revolución mexicana.

## Inicios y Maderismo
Nació en la Ciudad de México el 15 de febrero de 1890. Fue hijo de Ángel Arévalo y de Juana Vera. Ingresó a la Revolución a finales de diciembre de 1910, en las fuerzas del General Gabriel Hernández, en Pachuca, Hidalgo. Al triunfo de la lucha no fue Licenciado y permaneció en un Cuerpo Rural; para diciembre de 1912, ya era Capitán primero.

## Constitucionalismo y Posrevolución
Luchó contra Victoriano Huerta a las órdenes del General Amador Azuara, alcanzando el grado de mayor; llegó a ser comandante del 2.º Batallón de zapadores del Ejército de Oriente donde recibió la Cruz de Guerra 1a. Clase por sus méritos Revolucionarios. Después de la Revolución desempeñó importantes puestos, fue Comandante de las Guarniciones de Mérida, Yucatán y Nuevo Laredo, Tamaulipas, y fue director del Archivo de Historia Militar y de la Confederación Deportiva Mexicana. Siendo comandante de la 23.º Zona militar que comprendía Tlaxcala, lo sorprendió la muerte, el 5 de septiembre de 1963.